# Мурмино
Мурмино — посёлок (до 2008 года посёлок городского типа) в Рязанском районе Рязанской области России. Является административным центром Мурминского сельского поселения.
Население — 3321 чел. (2021).
Расположен на расстоянии 25 км к юго-востоку от Рязани. Посёлок находится на берегу озера Велье, образовавшемся на месте старого русла Оки. Через посёлок проходит автодорога Шумашь — Спасск-Рязанский.

## История
В XVI в. "сельцо Муромино" принадлежало рязанскому архиепископу. В сотной выписи на земли рязанского архиепископа 1567—68 гг помещиком с. Муромино значится владычный сын боярский Ларион Федорович Кобузев. Первые сведения о крестьянах деревни Муромино относятся к 1636 году. В переписной книге К. С. Воронцова—Вельяминова сказано:
«За Михаилом Матвеевым сыном Бутурлина по государевой царя и великого князя Михаила Федоровича грамоте 122 году (1614) за приписью дьяка Федора Шушерина что ему дано из государевых дворцовых сёл в поместье половина сельца Муромина, а другая половина того села за ним же за Михаилом в поместье и в вотчине».
М. М. Бутурлин владел селом и по данным переписи 1646 года, проведённой Л. М. Раевским. В переписной книге Старорязанского стана лета 186 (1678 года) переписи Т. У. Хрущова и подьячих Бориса Башмакова и Я. И. Свищова владельцем сельца указан его внучатый племянник — боярин Иван Васильевич Бутурлин. В 1685 году его Анна, выходит замуж за князя Петра Михайловича Долгорукого. Спустя 21 год её брат, бездетный стольник Никита Иванович Бутурлин, отказывает своей сестре вотчины в Рязанском уезде — сельцо Муромино и деревню Семкино. Сельцо переходит в род князей Долгоруких. Но ненадолго.
Известно, что по данным первых двух ландратских переписей, проходивших в 1719 и 1720 годах, Муромино числится уже за Алексеем Михайловичем Аргамаковым. По приведенным в книге священника Иоанна Добролюбова сведениям, Троицкая церковь в селе Муромино была построена в 1725 году, то есть в год смерти Петра Первого. Об этом же свидетельствуют и архивные документы. В частности, в ландратской переписи 1720 г. сказано: «…Крестьяне (сельца Муромино — прим.) в приходе села Казари, что в переписных книгах написано за Иваном Васильевичем Загряжским…».
Об этом же свидетельствуют и окладные книги 1676 года:
«Церковь Успения Пресвятые Богородицы на Казари
У тое церкви в одном дворе поп Семион да Григорей, двор дьячка Кузки Семенова, пономаря и просвирницы нет.
Церковные пашни, по выписи с книг Рязанского уезду писма и меры Кирила Воронцова Вельяминова с товарыщи 137 и 138 году, тритцать четвертей с осминою и с третником в поле, а в дву пото-муж, сена на тритцать копен, рыбныя ловли в Казарском озере да в истоке.
В приходе к той церкви в селе Казари да в деревне Муромине два двора вотчинников, да помещиков, сто семьдесят три двора крестьянских да бобыльских тритцать дворов.
И по окладу с тое церкви дани платить чатыре рубли шестнатцать алтын полпяты деньги.
Старой оклад чатыре рубли одиннатцать алтын две деньги.
И по новому окладу перед прежним прибыло пять алтын по три деньги.
Поп Симион руку приложил, поп Григорей руку приложил».
В XVIII веке село принадлежало Евдокии Кирилловне Нарышкиной (1707—1779), дочери кравчего, Дерптского обер—коменданта и первого коменданта Санкт-Петербурга, губернатора Москвы Кирилла Алексеевича Нарышкина; а с 1746 года — князю Владимиру Григорьевичу Мышецкому (ум. 1778). По данным IV (1782) и V (1795) ревизий крестьяне села Муромино принадлежали к Ведомству Коллегии Экономии.
В 1800 году Муромино стало принадлежать Ивану Алексеевичу Толбугину (Толбухину).
Автор заметки «История и новь поселка Мурмино», заведующая районной библиотекой Любовь Ивановна Шкаликова пишет:
«…По данным историка Милованова, в XVIII веке в Муромино существовала крепостная кружевная фабрика. Село славилось своими кружевами, которые русские купцы вывозили в заморские страны».
Точная дата основания фабрики не установлена. Считается, что около 1821 года на базе кружевной фабрики и открылась Мурминская суконная фабрика. В документальных материалах фонда рязанского генерал-губернатора имеется «Ведомость за 1821 год суконной фабрики, состоящей Рязанской губернии и уезда при селе Мурмине на собственной земле гг. полковника и кавалера Сергея и 6-го класса Аполлона Ивановичей Толбухиных, на которой выделываются сукна суровьем крепостными крестьянами и дворовыми людьми».
В 1829 году её купил рязанский купец Д. Д. Малашкин. В ведомостях за 1848 год значится, что фабрика принадлежит статскому советнику и кавалеру Карлу Ивановичу Янишу (1776—1854).
После смерти К. И. Яниша (1854) село Мурмино переходит во владение его дочери, поэтессы Каролины Карловны (1810—1899). Её имя было широко известно в 40—50-х годах XIX века. Стихи Каролины Карловны высоко ценили Е. А. Баратынский, Н. М. Языков, А. К. Толстой. О её переводах В. Г. Белинский сказал следующее:
«Удивительный талант г-жи Павловой переводить стихотворения со всех известных ей языков и на все известные ей языки начинает наконец приобретать всеобщую известность: Но ещё лучше (по причине языка) её переводы на русский язык; подивитесь сами этой сжатости, этой мужественной энергии, благородной простоте этих алмазных стихов, алмазных и по крепости и по блеску поэтическому».
В 1837 году Каролина Яниш выходит замуж за писателя Николая Филипповича Павлова (1803—1864).
Широкий резонанс во всей России получил так называемый бунт крестьян села Мурмина в 1857 году. Н. Ф. Павлов жестоко эксплуатировал крепостных на суконной фабрике, заставлял крестьян возить дрова для паровой машины и в праздничные дни, запрещал им пользоваться валежником для топлива из лесов, вплотную прилегающих к селу, продавал хлеб из общественного амбара. По прошению крестьян была проведена столичным чиновником ревизия. Облегчения положения после неё не последовало. Тогда крестьяне послали ходоков в Петербург с жалобой на имя министра внутренних дел. Их задержали по дороге за «неимение письменных видов» и арестовали. Возмущенные крестьяне перестали подчиняться управляющему, фабрика остановилась.
Для расправы над непокорными в село прибыли рязанский губернатор П. П. Новосильцев и с ним 250 солдат гарнизона. Крестьян под дулами ружей поставили на колени. Поднесённые хлеб-соль губернатор опрокинул и разбросал. Забастовщиков всенародно секли розгами и многих отправили на каторгу. На экзекуции присутствовал и Н. Ф. Павлов. Он требовал не давать никому пощады и сечь даже седых стариков. А. И. Герцен откликнулся на события статьями в «Колоколе», в которых с гневом осудил «подвиги» царского сатрапа П. П. Новосильцева, а Н. Ф. Павлова наградил титулами «рыцарствующий победитель Мурмина», «столбовой олигарх нашего времени». Появились в адрес последнего язвительные строки ив журнале «Русская старина»:

Вкруг оратора—поэта

Взбунтовались мужики.

Ты просил властей клеврета:

«Крепче их, больней секи!!»

Ты жандармскую природу

Злобной местью удивил,

Братство, равенство, свободу

На спине рабов явил!.
Русские революционные демократы заклеймили позором тирана Новосильцева. Н. А. Некрасов в стихотворении «Бунт» писал о нём:

..Скачу, как вихорь, из Рязани,

Являюсь: бунт во всей красе,

Не пожалел я крупной брани —

И пали на колени все!

Задавши страху дерзновенным,

Пошел я храбро по рядам

И в кровь коленопреклоненным

Коленом тыкал по зубам…
В обществе было известно, что семейная жизнь Павлова и Яниш не сложилась. Каролина Карловна в 50-х годах уехала за границу. Н. Ф. Павлов же был игрок и «пропускал» через свои руки за вечер по 10—11 тысяч рублей. Однажды за долги литератор провел более 2-х месяцев в Московской ремесленной управе в одиночном заключении. С. А. Соболевский саркастически писал, что это — проделки жены:

Ах, куда ни взглянешь,

Все любви могила!..

Мужа мамзель Яниш

В яму посадила.
Н. Ф. Павлов умер 29 марта 1864 года в Москве и был похоронен на Пятницком кладбище. Могила его не сохранилась.
19 февраля 1861 года был оглашен подписанный Императором Александром II Манифест «О всемилостивейшем даровании крепостным людям прав состояния свободных сельских обывателей и об устройстве их быта» и опубликованы «Высочайше утверждённое Общее Положение о крестьянах, вышедших из крепостной зависимости» и отдельные «Положения об устройстве быта помещичьих крестьян с наделом их землею». Мурминские крестьяне выкупили свои земли у Павловой в 1866 году. 2 июня того года в метрической книге вместо словосочетания «села Муромина помещицы Павловой временнообязанные крестьяне» (последняя запись 29 мая) появилась новая формулировка «села Муромина собственник». На выкуп ушло всего 5 лет.
Годом ранее, в 1865 году, прихожане построили в селе новую каменную церковь с двумя приделами в то же храмоименование — Святой Живоначальной Троицы. А 11 ноября того же года в селе был освящен новоустроенный придельный храм во имя Казанской иконы Божией Матери экономом Рязанского архиерейского дома Иоанникием и благочинным священником села Рыкова слобода Рязанского уезда Николаем Ловцевым.
В 1873 году суконную фабрику при селе купили братья Никулины — бывшие мурминские крепостные. В том же году на средства Никулиных открывается школа 3—летка с одним учителем. Была создана библиотека, которая состояла из 66 книг. Обучение в школе было бесплатным, хотя стоимость содержания школы составляла 436 рублей в год (на каждого ученика приходилось по 6 руб. 20 коп. в год). Крестьяне лишь собирали деньги на отопление и на наем сторожа. Первым учителем земской школы был Т. И. Григорьев, Закон Божий преподавал священник Иван Андреевич Головин. В 1885 году в школе училось 70 детей. В 90-е годы XIX века в школах устраивались воскресные и праздничные чтения. Как правило, чтения начинались и заканчивались общим пением молитв («Царю небесный», «Отче наш», «Достойно есть», «Спаси, Господи, люди твоя»).
С 4 по 20 ноября 1905 года в Мурминской волости прошли революционные выступления. Вот как они выглядят в представлении прокурора Рязанского окружного суда прокурору Московской судебной палаты, написанном по горячим следам:
"..На суконодельной фабрике купца Арацкова.. забастовали все рабочие в числе около 800 человек.. Рабочие при остановке работ.. занялись выработкой петиций.. причем петиции носили исключительно экономический характер.. 5 ноября крестьяне различных сел, в числе около 1500 человек, с красными флагами явились к волостному старшине, качали его при возгласах: «Ура, свобода, долой самодержавие!» и т. д. Возле пожарного сарая на улице толпа остановилась. Аксенов (один из организаторов забастовки, рабочий) взобрался на крышу сарая и оттуда, с флагом в руке, произнес речь к народу, отвечающему ему криками «Ура».."
В Советский период жизнь в Мурмино изменилась. 28 июня 1918 года на основании решений VI съезда РКП(б) и декрета СНК РСФСР мурминская фабрика была национализирована и передана в ведение Рязанского губсовнархоза и стала называться «Суконной фабрикой имени Красной армии». Было создано правительственное правление в составе 5 чел. — И. В. Клеструп, Н. Ф. Давиденко, Егор Денисович Винокуров — первый директор фабрики, М. С. Щепотин и Родина. На фабрике производилось сукно для нужд армии. В годы Великой Отечественной войны суконная фабрика работала на полную мощность, обеспечивая шинельным сукном части Красной Армии. 
В 1919 году в селе появилась школа ликбеза (фабрично-заводская школа стала 7—летней), в 1924 году созданы ясли на 15 коек. Также в 1919 году в Мурмино А. П. Кусовым был основан первый в Рязанском уезде рабочий театр. В 1935 году открылся детский сад. В селе появилась школа-десятилетка (первый выпуск состоялся в 1941 году).
По данным Списка домохозяйств 1926 года в Мурмино имелись следующие торгово-промышленные предприятия: 1 торговая мануфактура, 1 мясная лавка, 2 мелочных торговли, 2 кузницы и паровая мельница у комитета крестьянского общества взаимопомощи (ККОВ). В селе существовало две школы: одна из них обслуживала село, другая (7-летняя фабрично-заводская школа) — все селения волости.
В 1929 году крестьяне села объединились в Товарищество по совместной обработке земли (ТОЗ), а в 1934 году был образован колхоз Первое Мая (впоследствии — колхоз имени Сталина); созданы молокозавод, молочно-товарная ферма (МТФ) и ветеринарный пункт. В корпусах фабрики разместилась Машинно-тракторная станция (МТС).
Статус посёлка городского типа — с 1944 года. Постановлением Рязанской областной думы № 577-IV РОД от 22 октября 2008 года преобразован в сельский населённый пункт — посёлок Мурмино.

## Население
| 1859  | 1897  | 1906  | 1926  | 1959  | 1970  | 1979  |
| ----- | ----- | ----- | ----- | ----- | ----- | ----- |
| 1959  | ↗2300 | ↗2626 | ↘1969 | ↗3648 | ↗3807 | ↗4161 |
| 1989  | 2002  | 2006  | 2010  | 2021  |       |       |
| ↗4353 | ↘3596 | ↗3627 | ↘3506 | ↘3321 |       |       |

## Экономика
Основное предприятие, расположенное на территории бывшей суконной фабрики, — производственно-строительная компания «Техномонолит», занимающаяся производством бетона и железобетонных изделий.
После войны существовала узкоколейная железная дорога в посёлок Северный. Её насыпь частично сохранилась до настоящего времени.
В посёлке имеются:
- Многофункциональный центр (МФЦ Мои документы)
- Администрация Мурминского сельского поселения
- Пожарная часть ГУ Пожлес
- Продуктовые магазины, в т.ч. федеральные (Пятёрочка, Магнит) и региональные (Лесок)
  - работает доставка от ВкусВилл и Лента
- Такси (Яндекс, Максим)
- Банк (Сбербанк)
- Пункты выдачи (Почта России, Ozon, Wildberries, 5Post)
- Аптеки
- Больница
- Ресторан, бар
  - работает доставка Яндекс Еда
- Частные дома отдыха
- АЗС
- Шиномонтаж
- Пилорамы

## Мурминская суконная фабрика
- 1918-1924 - первый директор Егор Денисович Винокуров
- 1925 - Автономная Мурминская суконная фабрика имени Красной Армии

Управляющий - Д.Ф. Васильев
Заместитель управляющего - Н.Ф. Давиденко
Источник: Вся Рязань. 1925. с. 47.
17 января 2022 г. включена в список объектов культурного наследия Рязанской области.

## Образование
- МБОУ Мурминская СШ (общеобразовательная школа)
- Мурминская детская музыкальная школа
- Мурминский детский сад №1
- МБДОУ Мурминский детский сад "Теремок"

## Культура
- "Мурминский сельский Дом культуры" структурное подразделение МБУК "РМОМЦ культуры и туризма администрации Рязанского муниципального района"[15]
  - Мурминский Народный театр (создан в 1919 г., звание «Народный» - 1997)[16]
  - Вокальный ансамбль «Деревенька» (создан в 2010 г.)
  - Фольклорный коллектив "Беседушка" (создан в 2025 г.)
  - Детский танцевальный коллектив «Радуга» (создан в 2017 г.)
  - Кружок «Ковроткачество» (создан в 1995 г.)
- Мурминская сельская библиотека

Здание дома культуры 1974 года постройки, оказалось заброшенным и пришло в негодность. Планируется постройка нового.

## Физкультура и спорт
1 июня, в День защиты детей, в рамках старта Всероссийского спортивного марафона «Сила России» на территории Мурминской школы открыли новую многофункциональную спортивную площадку для подготовки и выполнения нормативов ГТО.
Присутствует любительский футбольный клуб "ФК Мурмино".

## Достопримечательности
Троицкий храм 1865 года сгорел в августе 2006 года. В настоящее время идут работы по восстановлению.

###### Памятники
- Мемориал Великой Отечественной войны
- Обелиск землякам-мурминцам, павшим в годы Великой Отечественной войны
- Мемориальные доски Мурминской школы
  - Важеркин, Иван Васильевич
  - Селиванов, Пётр Дмитриевич
  - Сувиров, Виктор Иванович
  - Львов Сергей Сергеевич
- Обелиск около Мурминской школы

## Связь и транспорт
Находится отделение почтовой связи № 390528. Капитально тремонтировано в 2024 году. Добавлены функции МФЦ, товары народного потребления, уголок здоровья с измерением давления и температуры.
Работают федеральные операторы сотовой связи (Билайн, МегаФон, МТС, Т2). Доступна связь поколения 4G.
Присутствуют провайдеры широкополосного доступа в интернет по оптике (Уфанет, Область Телеком).
Через посёлок проходит дорога 61К-011 регионального значения Рязань (от села Шумашь) – Спасск-Рязанский – Ижевское – Лакаш, ставшая популярным туристическим маршрутом. В историческом селе Ижевское находится музей Циолковского.

## Знаменитые люди
Участником Бородинского сражения 26 августа 1812 года в составе был Лейб-гвардии Литовского полка Илья Степанович Кузнецов, 1793 года рождения, выходец из крестьян, отданный в рекруты в мае 1812 года. В дальнейшем — штабс-капитан Лейб-гвардии Литовского полка и Лейб-гвардии Московского полка. 10 августа 1838 года внесен во II часть родословной книги Рязанской губернии под фамилией Степанов.
Непосредственным участником Восстания декабристов на Сенатской площади 14 декабря 1825 года, русско-турецкой войны 1828—1829 и осады Варны в составе Гвардейского корпуса и штурма Воли и Варшавы 25-26 августа 1831 года во время подавления Польского восстания был Иван Урванович Жидков (1800—1871), унтер-офицер Лейб-гвардии Преображенского полка.
Участником русско-турецкой войны 1877-78 годов в составе 67-го пехотного Тарутинского Великого Герцога Ольденбургского полка был Поликарп Иванович Жидков, 1853 года рождения. П. И. Жидков был награжден знаком отличия Военного ордена Святого Георгия «За бой под Базарджиком 14-го Января 1878 года» (№ 78905)
Участником русско-японской войны 1904-05 годов в составе 137-го пехотного Нежинского полка был Гавриил Кондратьевич Сувиров, 1869 года рождения. Г.К. Сувиров был награжден знаком отличия Военного ордена Святого Георгия №126878. Приказ по 3-й Маньчжурской армии за подвиг "В бою 2 октября 1904 года у д. Линнинпу был ранен, после перевязки возвратился в строй и оставался до конца боя" (22 марта 1905 года).
В Цусимском сражении 14 мая 1905 года крейсер «Светлана» получил тяжелые повреждения и 15 мая погиб в бою с японскими крейсерами. Среди нижних чинов погибших на крейсере «Светлана» значился машинист 2-й статьи Феофилакт Терентьев Родин, уроженец Рязанской губернии и уезда, Мурминской волости, того же села. Холост.
Мурмино — родина трех Героев Советского Союза (В. И. Сувирова, И. В. Важеркина и П. Д. Селиванова).
Сыном крепостного крестьянина села Мурмина был Никандр Петрович Сувиров, 1809 года рождения. бывший дворовый человек дворян Толбухиных. В 1840 году был отпущен на волю и отправился в Московскую губернию, где работал в крепостной конторе имения графа Кушелева-Безбородко, а в 1861 году отпущен на оброк.
Его сын, московский купец 1-й гильдии Владимир Никандрович Сувиров (1838—1895), арендовал в 1866 году Старчевскую мельницу, расположенную в версте от монастыря Спаса Преображения и строит суконную фабрику. В 1875 году Сувиров осваивает и бывшую Мостовую мельницу около Тушино под небольшое сукновальное заведение. Его брат, Иван Никандрович Сувиров (ок. 1838—1912), свою ткацкую фабрику при деревне Иваньково перевел в 1879 году к селу Братцево (теперь тонкосуконная фабрика «Победа труда» — ул. Фабричная, 6), а также основал сукновальное заведение на прежней Борисовской мельнице близ села Спас. В 80-х годах XIX века на ней работало около 1000 человек.